# Гіпохолестеринемія
Гіпохолестеринемія — це наявність аномально низького (гіпо-) рівня холестерину в крові (-емія). Порушення утворення холестерину в організмі також може призвести до несприятливих наслідків. Холестерин є важливим компонентом клітинних мембран ссавців і необхідний для встановлення належної проникності та плинності мембран. Незрозуміло, чи є рівень холестерину нижче середнього безпосередньо шкідливим, однак це явище часто зустрічається при певних захворюваннях.

### Роль у захворюваннях

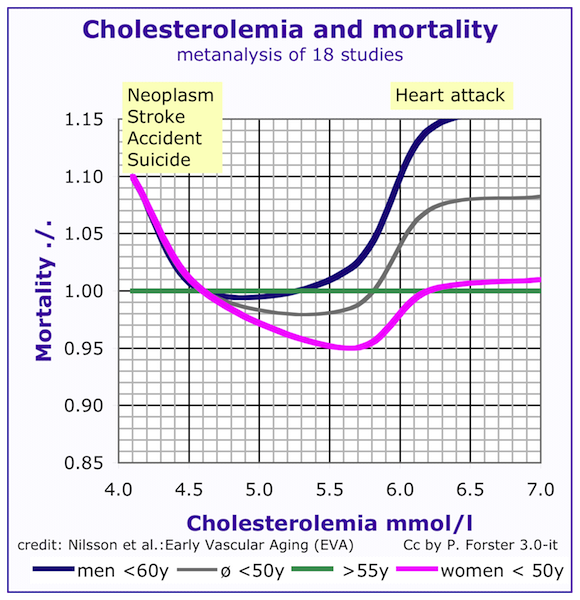
Холестеринемія та смертність чоловіків і жінок <50 років і >60 років

Зі збільшенням використання ліків для зниження рівня холестерину деякі дослідники висловлюють занепокоєння, що надмірне зниження рівня холестерину саме по собі може спричинить захворювання.

#### Специфічні захворювання
Демографічні дослідження свідчать про те, що при порівнянні зі смертністю рівень холестерину утворює U-подібну криву. Це свідчить про те, що низький рівень холестерину пов'язаний із збільшенням смертності, головним чином через депресію, рак, геморагічний інсульт, розшарування аорти та респіраторні захворювання. Цілком можливо, що будь-яка причина низького рівня холестерину також є причиною смертності, і що низький рівень холестерину є просто маркером поганого здоров'я.
Дослідження підтвердили зв'язок гіпохолестеринемії із депресією. Не було знайдено жодних доказів зв'язку з геморагічним інсультом (хоча вищий рівень холестерину забезпечував відносний захист від нього), використання статинів також не погіршували цей ризик.
Не було виявлено збільшення респіраторних або нейропсихічних захворювань у великій досліджуваній групі, яка приймала статини.

#### Люди похилого віку
У людей похилого віку низький рівень холестерину може становити ризик для здоров'я, який не може бути компенсований сприятливим ефектом від зниження рівня холестерину. Подібним чином, для літніх пацієнтів, які були госпіталізовані, низький рівень холестерину може передбачити смертність у короткочасному періоді. Поширеність гіпохолестеринемії у людей похилого віку коливається від 2 % до 36 %, залежно від конкретних граничних рівнів і досліджуваного вікового діапазону. Попередження лікарів про гіпохолестеринемію може принести користь деяким із їхніх пацієнтів, які приймають препарати, що знижують рівень холестерину, і зменшити кількість їхніх візитів у відділення невідкладної допомоги.

#### Критичні стани
В умовах критичного стану низькі рівні холестерину є предиктором клінічного погіршення та корелюють зі зміненими рівнями цитокінів.

## Причини
Можливі причини низького рівня холестерину:
- прийом статинів;
- гіпертиреоз або гіперактивність щитоподібної залози,
- надниркова недостатність;
- хвороби печінки;
- мальабсорбція (неадекватне всмоктування поживних речовин з кишечника), наприклад, при целіакії, недоїданні;
- абеталіпопротеїнемія — рідкісне генетичне захворювання, яке викликає рівень холестерину нижче 50 мг/дл. Зустрічається переважно серед єврейського населення;[10]
- гіпобеталіпопротеїнемія — генетичне захворювання, яке викликає показники холестерину нижче 50 мг/дл;[10]
- дефіцит марганцю;
- синдром Сміта-Лемлі-Опіца;
- синдром Марфана;
- лейкемії та інші гематологічні захворювання.[11]

## Діагностика

### Класифікація
За даними Американської кардіологічної асоціації в 1994 році, лише загальний рівень холестерину нижче 160 мг/дл або 4,1 ммоль/л класифікуються як «гіпохолестеринемія».